# Jorhat
Jorhat è una città dell'India di 66.450 abitanti, capoluogo del distretto di Jorhat, nello stato federato dell'Assam. In base al numero di abitanti la città rientra nella classe II (da 50.000 a 99.999 persone).

## Geografia fisica
La città è situata a 26° 45' 0 N e 94° 13' 0 E e ha un'altitudine di 115 m s.l.m.

## Società

### Evoluzione demografica
Al censimento del 2001 la popolazione di Jorhat assommava a 66.450 persone, delle quali 36.366 maschi e 30.084 femmine. I bambini di età inferiore o uguale ai sei anni assommavano a 6.268, dei quali 3.230 maschi e 3.038 femmine. Infine, coloro che erano in grado di saper almeno leggere e scrivere erano 54.584, dei quali 30.832 maschi e 23.752 femmine.